# Westmorland
För andra betydelser, se Westmorland (olika betydelser).
Westmorland är ett traditionellt grevskap i England. De viktigaste orterna i området är Ambleside, Kendal, Kirkby Stephen, Milnthorpe och Windermere samt den traditionella huvudorten Appleby-in-Westmorland. Grevskapet slogs år 1974 samman med Cumberland och delar av Lancashire och Yorkshire som tillsammans bildade det nya grevskapet Cumbria.